# Cheilanthes viridis
Cheilanthes viridis är en kantbräkenväxtart som först beskrevs av Peter Forsskål, och fick sitt nu gällande namn av Olof Peter Swartz. Cheilanthes viridis ingår i släktet Cheilanthes och familjen Pteridaceae.

## Underarter
Arten delas in i följande underarter:
- C. v. canonica
- C. v. glauca
- C. v. macrophylla

## Bildgalleri

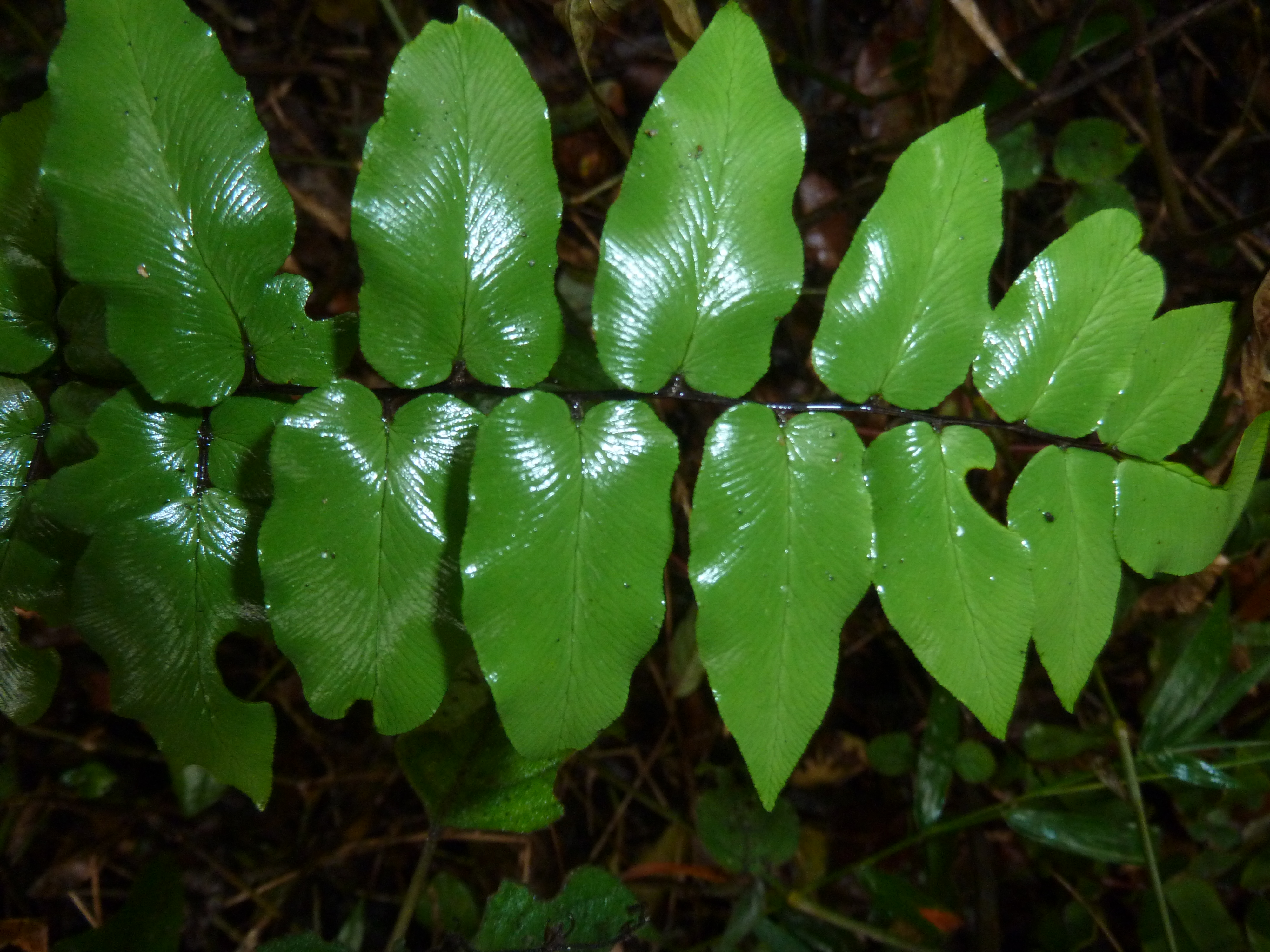
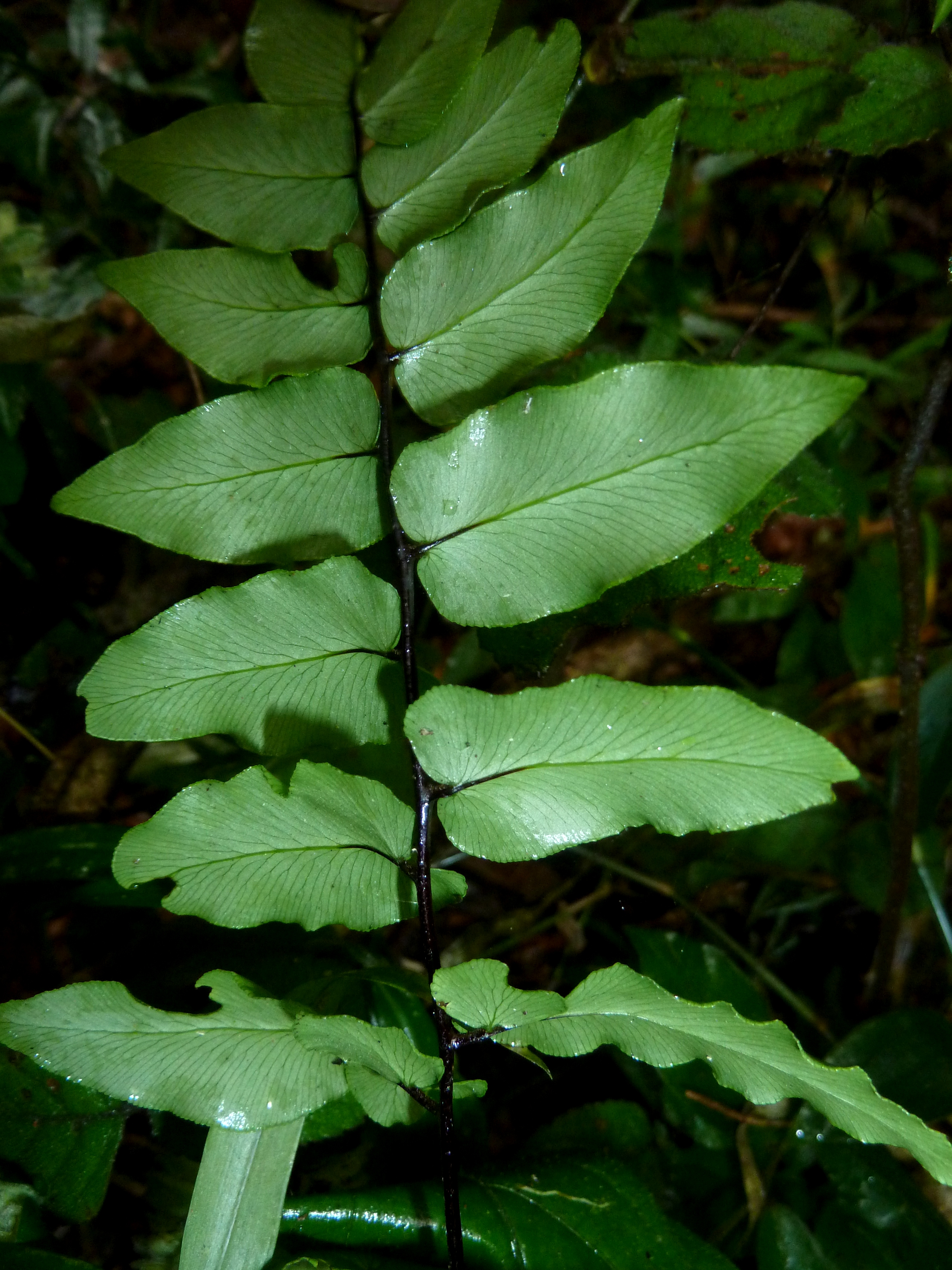
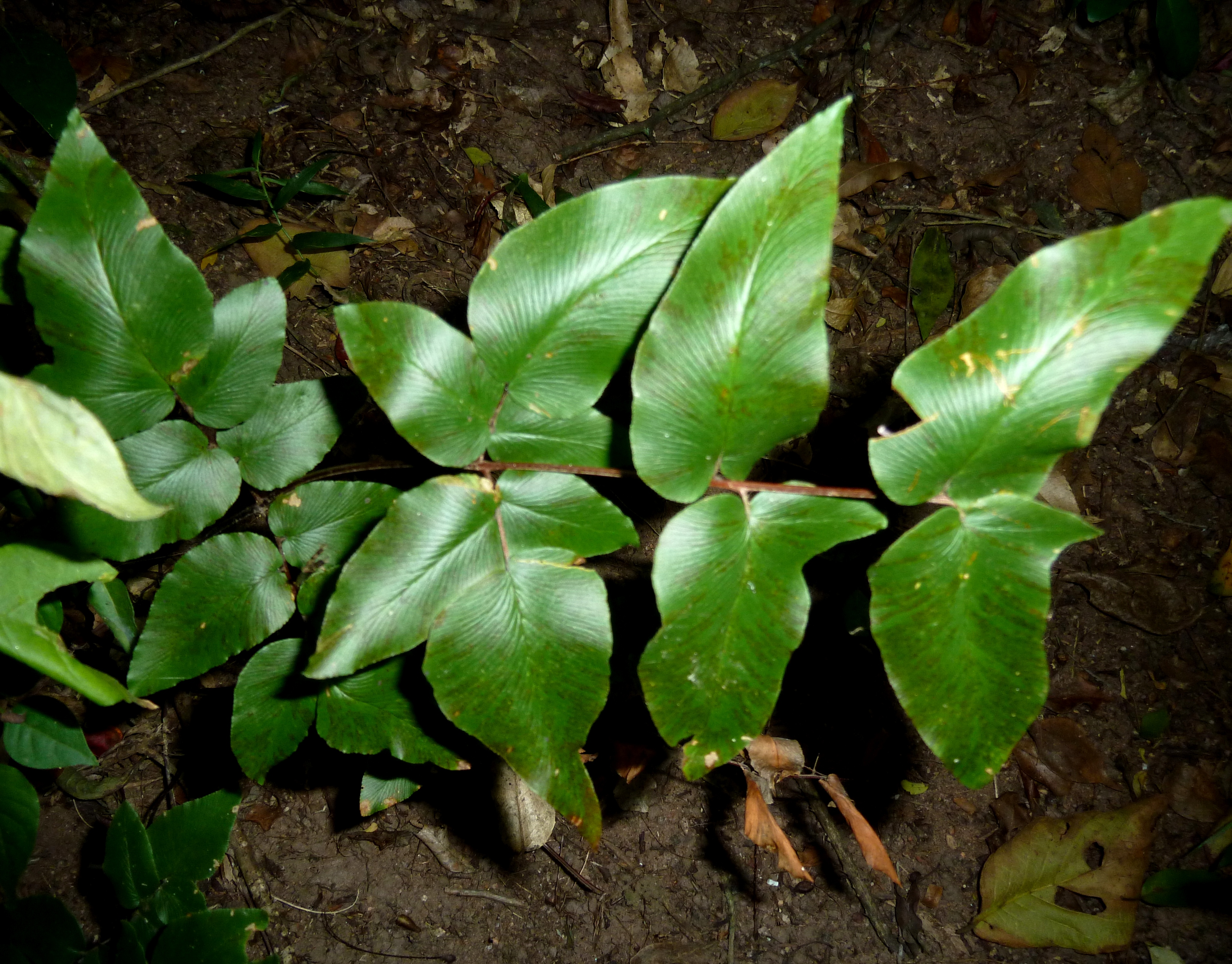